# Jurij Aleksandrovič Garnajev
Jurij Aleksandrovič Garnajev (rusko Юрий Александрович Гарнаев); sovjetski častnik, vojaški pilot, preizkusni pilot in heroj Sovjetske zveze, * 17. december 1917, † 6. avgust 1967, Le Rove, Francija.
Po drugi svetovni vojni je bil preizkusni pilot na reaktivnih letalih (npr. turnoletu) pri Centralnem aerohidrodinamičnem inštitutu ZSSR.